# Niedrzwica (stacja kolejowa)
Niedrzwica – stacja kolejowa w Niedrzwicy Dużej w powiecie lubelskim, w Polsce.

## Ruch pasażerski
| Rok  | Wymiana pasażerska na dobę |
| ---- | -------------------------- |
| 2017 | 50-99                      |
| 2022 | 150-199                    |

Jest to pierwsza stacja na linii kolejowej nr 68 znajdująca się poza granicami Lublina. Posiada 3 tory główne (jeden zasadniczy oraz dwa dodatkowe). Jesienią 2011 dokonano przebudowy układu torowego stacji – wybudowano nowy peron wyspowy pomiędzy dotychczasowymi torami nr 1 i 4. Tor dodatkowy nr 2 został zlikwidowany, a jego funkcję przejął tor nr 4. Peron posiada m.in. monitoring i wiaty. Już wcześniej przed budową peronu zlikwidowano rozjazd w torze nr 4 kierujący na tor przy rampie ładunkowej - jedyny możliwy wjazd jest od strony Wilkołazu. Budynek dworca popadł w kompletną ruinę – był zamknięty i zdewastowany, a wieża ciśnień została zburzona. Do roku 2015 ruch prowadzony był przez dwie nastawnie: dysponującą "N" (od strony Lublina) i wykonawczą "N1" (od strony Wilkołazu), które posiały urządzenia mechaniczne scentralizowane z sygnalizacją świetlną. Obie obsługiwały przejazdy kolejowo-drogowe z zaporami. Przed modernizacją przy torach nr 1 i 2 znajdowały się nasypy ziemne zamiast peronów.
Obecnie w nastawni dysponującej znajduje się Lokalne Centrum Sterowania. Od 2015 roku steruje ono stacjami Wilkołaz oraz Lublin Zemborzyce, jak również urządzeniami SRK w samej Niedrzwicy. Umożliwiło to ponowne włączenie do eksploatacji wyremontowanej stacji Wilkołaz, dzięki czemu 24-kilometrowy dotychczas szlak Niedrzwica-Kraśnik skrócił się o 9 kilometrów. Tak długi dystans spowodowany był zamknięciem stacji Leśniczówka i Wilkołaz oraz likwidacją układu torowego na tej pierwszej. Dnia 9 grudnia 2012, po zmianie rozkładu jazdy, powróciły pociągi dalekodystansowe.
W 2018 roku przeprowadzono na stacji kolejne prace, m.in. związane z jej elektryfikacją oraz wymianą podrozjazdnic. W 2020 budynek dawnego dworca PKP został wyremontowany a przylegające do niego tereny przebudowane.